# Fröccs
A klasszikus fröccs vagy németesen a spriccer, bor és mesterséges szódavíz keveréséből alkotott ital. 2013-ban felvették a Magyar Értéktárba. A bor és szódavíz mennyisége alapján különféle nevű fröccsök léteznek. Német nyelvterületen is ismertek Gemischt, Weinschorle vagy akár Sauergespritzter néven. A klasszikus  fröccs, mint szénsavas víz és bor keveréke, valójában már a XVIII. században létezett, borvíz és bor keverékeként. Borviz: legfőképpen természetes szénsav,- szénsavas ásvány, vas és kevés só tartalmú víz. Nem összekeverendő a korabeli sós vizekkel vagy a savanyú vízekkel. A borvizek magas természetes szénsav tartalmuk miatt alkalmasak a borral való elegyítésre. Kezdetben orvosi javaslatra fogyasztották bor nélkül, azonban, mint a neve is mutatja a borvizek borral való keveréke gyorsan elterjedt és a mai fröccsök elődjének tekinthető.
"...Borral elegyítése a borviznek nem ujsag közöttünk, mert ehez othon, és a kut mellett asztalnál, és idő közben hozzá vannak szokva hazánkfiai..." (1800. Nyulas Ferentz: Az Erdély Országi Orvos Vizeknek Bontásáról.) Temérdek borviz kút volt ország szerte különböző összetétellel, sokan palackozták is pintes üvegekben és szállították máshova. Tehát biztonsággal kijelenthetjük -Jedlik Ányos érdemeit nem kissebbítve ezzel a hazai szikvíz gyártásban, annak elterjesztésében és a szódagép megalkotásában-, hogy valójában a klasszikus fröccsöt (szénsavas vízzel kevert bort) már előbb ittak a magyarok mint, hogy Jedlik Ányos megszületett volna.

## Eredete
A mai értelemben vett fröccsök megalkotásának egyik anekdotája: 1842. október 5-én Fáy András a fóti pincéjébe hívta szüretre Vörösmartyt és néhány barátját. A barátok között ott volt Jedlik Ányos is, aki nemcsak az elektromosság nagy tudósa volt, hanem a szódavíz nagyipari alkalmazásának magyar feltalálója is. Ahhoz, hogy a bor erősségét kellemesen enyhíteni lehessen, nemcsak a szódavíz előállítását kellett felfedeznie, hanem természetesen fel kellett találni egy olyan üveget is, amelyből a szódavizet ki lehessen fröccsenteni. Jedlik magával vitte a világ legelső szódásüvegét, majd a házigazda és a vendégek elképedésére elkészítette a Fáy-birtokon a legelső mesterséges szénsavas vízzel készült fröccsöt, amit németesen spriccernek nevezett el. Vörösmartynak azonban nem tetszett ez a szó, így helyette találta ki a fröccs szót. A költő később a Fóti dal című költeményében említi meg a szódával hígított bort: „fölfelé megy a borban a gyöngy”.

## Szőlőborfröccsök
A bor és szódavíz mennyiségétől függően számos fröccstípus létezik (hígítási arány szerinti sorrendben, azonosság esetén összmennyiségi sorrendben). A legtöbb fröccsnek megvan a fordítottja.

### Fröccsvariációk
- Kisfröccs: 1 dl bor + 1 dl szódavíz
- Nagyfröccs (spriccer): 2 dl bor + 1 dl szódavíz
- Hosszúlépés: 1 dl bor + 2 dl szódavíz
- Szárszói fröccs (horgászfröccs vagy totemfröccs) 1 dl bor + 3 dl szódavíz
- Házmester: 3 dl bor + 2 dl szódavíz
- Viceházmester: 2 dl bor + 3 dl szódavíz
- Háziúr (nagyházmester): 4 dl bor + 1 dl szódavíz
- Tömbházmester: vannak akik a háziúrral azonosítják, vannak akik a lakófröccsel, de vannak olyanok is, akik 3 darab házmestert értenek alatta
- Sport fröccs (lakó fröccs / kisházmester): 1 dl bor + 4 dl szódavíz
- Krúdy fröccs: 9 dl bor + 1 dl szódavíz
- Sóher fröccs: 1 dl bor + 9 dl szódavíz
- Góré fröccs (ijesztett fröccs): kispohár (1 vagy 2 dl) borhoz csak annyi szóda, amennyi még a pohárban elfér, v. 1 pohár borhoz pont egy spriccentésnyi szóda
- Polgármester: 6 dl bor + 4 dl szódavíz
- Mafla vagy Maflás: 0,5 liter bor + 0,5 liter szódavíz
- Csatos: 1 liter bor + 0,5 liter szódavíz
- Lámpás: 1,5 liter bor + 0,5 liter szódavíz
- Kislámpás: 7,5 dl bor + 2,5 dl szódavíz
- Magyar–angol: 6 dl bor + 3 dl szódavíz
- Brazil: 7 dl bor + 1 dl szódavíz
- Barcelona: 8 dl bor + 2 dl szódavíz
- Bakteranyós: 2,5 dl bor + 2,5 dl szóda
- Maci fröccs (Borsszem Jankó): 2,5 dl bor + 2,5 dl szódás málnaszörp
- Deák bólé: sok szóda cseppnyi bor
- Borcsi fröccs: 2 dl bor + 2 dl szóda[5][6]
- Csongi fröccs (Pécsett ismert), két dl rozé + egy dl szóda
- Szakmári fröccs: 80-90% bor + a teteje felöntve szódával
- Próbás fröccs: 2 dl fehérbor + 1 kupaknyi szóda

Ismert még a permet (suhintós, harmat, spricc fröccs), ami úgy készül, hogy egy mindegy mekkora poharat megtöltünk borral, és fölötte „ellövünk” a szódásüveggel, a permet belehullik a borba „felüdítvén” azt (így ez nem tekinthető valódi fröccsnek).
| Fröccs neve    | Össz- mennyiség (dl) | Bor mennyisége (dl) | Szódavíz mennyisége (dl) | Szódavíz részaránya (%) | További elnevezések       | Eredete vagy névadója                                    |
| -------------- | -------------------- | ------------------- | ------------------------ | ----------------------- | ------------------------- | -------------------------------------------------------- |
| Krúdy-fröccs   | 10                   | 9                   | 1                        | 10                      |                           | Krúdy Gyula                                              |
| kőműves        | 30                   | 25                  | 5                        | 17                      |                           |                                                          |
| háziúr         | 5                    | 4                   | 1                        | 20                      | nagyházmester, bivalycsók |                                                          |
| lámpás         | 20                   | 15                  | 5                        | 25                      |                           |                                                          |
| avasi fröccs   | 10                   | 7                   | 3                        | 30                      |                           | Avas                                                     |
| nagyfröccs     | 3                    | 2                   | 1                        | 33                      | fröccs, hajtás, húzás     | Móra Ferenc nevezte el „húzás”-nak, „ide a gallér mögé”. |
| Puskás-fröccs  | 9                    | 6                   | 3                        | 33                      | Magyar-Angol              | Puskás öcsi, 1953-as legendás focimeccs                  |
| csatos         | 15                   | 10                  | 5                        | 33                      |                           |                                                          |
| házmester      | 5                    | 3                   | 2                        | 40                      |                           |                                                          |
| polgármester   | 10                   | 6                   | 4                        | 40                      |                           |                                                          |
| kisfröccs      | 2                    | 1                   | 1                        | 50                      | fütty, tréfa, rövidlépés  | József Attila szerint egy „füttyre” meg lehetett inni.   |
| duplafröccs    | 4                    | 2                   | 2                        | 50                      | háp-háp                   |                                                          |
| bakteranyós    | 5                    | 2,5                 | 2,5                      | 50                      |                           |                                                          |
| maflás         | 10                   | 5                   | 5                        | 50                      | mafla                     |                                                          |
| viceházmester  | 5                    | 2                   | 3                        | 60                      |                           |                                                          |
| alpolgármester | 10                   | 4                   | 6                        | 60                      |                           |                                                          |
| hosszúlépés    | 3                    | 1                   | 2                        | 67                      | fordított                 | A „fordított” a nagyfröccs arányaira utal                |
| Péter-fröccs   | 4                    | 1                   | 3                        | 75                      |                           |                                                          |
| lakófröccs     | 5                    | 1                   | 4                        | 80                      | kisházmester, sportfröccs |                                                          |
| sóherfröccs    | 10                   | 1                   | 9                        | 90                      | távolugrás, kukamosó      |                                                          |

### Alkalmi érdekesség
- Előrelépés: 8 dl bor, 1 dl szóda. Egervári Sándor, a lemondott labdarúgó-válogatott szövetségi kapitány keveréke a 8:1-es labdarúgás-vereség emlékére. Sok más, hasonlóan alkalmi keverékarány lehetséges.
- Fidesz-fröccs: 2 dl bor, 1 dl szóda. Orbán Viktor utalása a 2022-es választási eredményekre, kétharmad-egyharmad.[7]

## Egyéb fröccsök

### Szeszes fröccsök
- Mismás: 4 dl vörösbor + 1 dl baracklé
- Francia fröccs: bor helyett házi pálinka + szóda
- Málnás: savanyú fehérborból készített nagyfröccshöz málnaszörpöt kevernek
- Maci: vörös kisfröccs + málnaszörp
- Újházy-fröccs: szóda helyett kovászos uborka leve
- Tiszafröccs v. Kassfröccs: vörösbor pezsgővel
- Matrózfröccs: korsó sör, mellé fél deci rum
- Ózdi kohászfröccs: korsó sör, mellé fél deci bármilyen tömény szesz
- Kazánkovács: 1 korsó sör, mellé 1 feles pohárnyi 60-as rumkeverék
- Postásfröccs: dupla feketekávé fél deci rummal
- Deák-bólé: nagyon kevés alkohol felöntve sok szódával
- Instant fröccs: egy szódásszifon bor + patron
- Kisvadász (kis -boroskóla, -VBK, -boxos, -leó, -cibere, -limbó): 1 dl bor, 1 dl kóla
- Nagyvadász (nagy -boroskóla, -VBK, -boxos, -leó, -cibere, -limbó): 2 dl bor, 1 dl kóla
- KVBK (katalizátoros vörösboros kóla): 2 dl bor, 2 dl kóla, 1 dl rum
- Medgyessy-koktél (háromkettes -boroskóla, -VBK, -leó, -cibere): 3 dl bor, 2 dl kóla
- Lórúgás: 1 rész brandy, 1 rész kóla (keserűlikőrre emlékeztető íz)
- Kuka fröccs: este a bor, reggel a szóda (a Földtani Intézet geológusainak újítása)
- (Nagy)Medve: 1 dl kóla, 3 dl vörösbor, 1 dl rum
- Szerencsés flótás: kisfröccs felöntve pici rummal
- Vidéki: 1 dl fehérbor, 1 dl kóla
- Bagú fröccs: 3dl fehérbor, 2 dl kofola (a Csallóközi Gútán ismert keverék)
- Kisvadász: 1 dl vörösbor, 1 dl kóla
- „Viszkis”: 4 cl whiskey, málnaszörp, szóda
- Kis Mixer: 1 dl vörösbor + 1 dl kóla
- Nagy Mixer: 2 dl vörösbor + 1 dl kóla
- Tisza fröccs: 1 dl vörösbor + 1 dl pezsgő
- Szamuráj, vagy Spröccs vagy Horgász: Sprite+édes fehérbor fele-fele arányban, a mennyiség nem számít
- 4Fenyő vagy Ady fröccs: 2 dl bor, 2 dl szóda, egy öntet bodzaszörp. Kerékgyártó György író, újságíró készítette el 2011-ben az első 4Fenyő Piknik alkalmából.
- Császár fröccs: 0,5 dl Kevert likőr, 0,5 dl Császárkörte likőr, 1 dl szóda
- Balázs bácsi fröccse: 2 dl pinot noir + 1 dl kóla + 1 cl limelé
- Étolaj: egy rész fehérbor, 1 rész szűrt almalé (a mennyiség nem számít)

Ismert még a Mádi freccs, ami jobbfajta bonyhádi kéknyelű avagy Varga rozébor tisztán, tehát nem valódi fröccs, mivel nincsen benne szóda.[forrás?]

### Alkoholmentes „fröccsök”
- Nemrégen megjelent az úgy nevezett almafröccs is, ami általában 2 dl almaléből és 1 dl szódából áll. (Osztrákok "Apfel gespritzt", németek „Apfelschorle” néven isszák.)
- Gyerekfröccs: 1 dl szőlőlé, 1 dl szóda
- Színész fröccs: 2 dl szóda, az is langyosan...
- Kishörpi: 0,3 dl szörp, 2 dl szóda
- Nagyhörpi: 0,5 dl szörp, 3 dl szóda
- Káplánfröccs: 1 dl szóda, 1 dl csapvíz